# Schachendorf
Schachendorf (węg. Csajta, burg.-chorw. Čajta) – gmina w Austrii, w kraju związkowym Burgenland, w powiecie Oberwart. 1 stycznia 2014 liczyła 753 mieszkańców.